# Prasophyllum
Prasophyllum är ett släkte av orkidéer. Prasophyllum ingår i familjen orkidéer.

## Dottertaxa tillPrasophyllum, i alfabetisk ordning[1]
- Prasophyllum affine
- Prasophyllum album
- Prasophyllum alpestre
- Prasophyllum alpinum
- Prasophyllum amoenum
- Prasophyllum antennatum
- Prasophyllum anticum
- Prasophyllum apoxychilum
- Prasophyllum atratum
- Prasophyllum australe
- Prasophyllum bagoense
- Prasophyllum barnettii
- Prasophyllum beatrix
- Prasophyllum brevilabre
- Prasophyllum brownii
- Prasophyllum buftonianum
- Prasophyllum calcicola
- Prasophyllum campestre
- Prasophyllum canaliculatum
- Prasophyllum candidum
- Prasophyllum caricetum
- Prasophyllum castaneum
- Prasophyllum catenemum
- Prasophyllum caudiculum
- Prasophyllum chasmogamum
- Prasophyllum colensoi
- Prasophyllum collinum
- Prasophyllum concinnum
- Prasophyllum constrictum
- Prasophyllum correctum
- Prasophyllum crebriflorum
- Prasophyllum cucullatum
- Prasophyllum cyphochilum
- Prasophyllum diversiflorum
- Prasophyllum dossenum
- Prasophyllum drummondii
- Prasophyllum elatum
- Prasophyllum erythrocommum
- Prasophyllum exiguum
- Prasophyllum exile
- Prasophyllum favonium
- Prasophyllum fecundum
- Prasophyllum fimbria
- Prasophyllum fitzgeraldii
- Prasophyllum flavum
- Prasophyllum fosteri
- Prasophyllum frenchii
- Prasophyllum fuscum
- Prasophyllum gibbosum
- Prasophyllum giganteum
- Prasophyllum gilgai
- Prasophyllum goldsackii
- Prasophyllum gracillimum
- Prasophyllum hectori
- Prasophyllum helophilum
- Prasophyllum hians
- Prasophyllum hygrophilum
- Prasophyllum incompositum
- Prasophyllum incorrectum
- Prasophyllum incurvum
- Prasophyllum innubum
- Prasophyllum keltonii
- Prasophyllum lanceolatum
- Prasophyllum laxum
- Prasophyllum limnetes
- Prasophyllum lindleyanum
- Prasophyllum litorale
- Prasophyllum maccannii
- Prasophyllum macrotys
- Prasophyllum milfordense
- Prasophyllum mimulum
- Prasophyllum mollissimum
- Prasophyllum montanum
- Prasophyllum morganii
- Prasophyllum mucronatum
- Prasophyllum murfetii
- Prasophyllum nichollsianum
- Prasophyllum niphopedium
- Prasophyllum nublingii
- Prasophyllum obovatum
- Prasophyllum occidentale
- Prasophyllum occultans
- Prasophyllum odoratissimum
- Prasophyllum odoratum
- Prasophyllum olidum
- Prasophyllum ovale
- Prasophyllum pallens
- Prasophyllum pallidum
- Prasophyllum parviflorum
- Prasophyllum parvifolium
- Prasophyllum patens
- Prasophyllum paulinae
- Prasophyllum perangustum
- Prasophyllum petilum
- Prasophyllum plumiforme
- Prasophyllum praecox
- Prasophyllum pruinosum
- Prasophyllum pulchellum
- Prasophyllum pyriforme
- Prasophyllum readii
- Prasophyllum reflexum
- Prasophyllum regium
- Prasophyllum retroflexum
- Prasophyllum robustum
- Prasophyllum rogersii
- Prasophyllum rostratum
- Prasophyllum sargentii
- Prasophyllum secutum
- Prasophyllum solstitium
- Prasophyllum sphacelatum
- Prasophyllum spicatum
- Prasophyllum stellatum
- Prasophyllum striatum
- Prasophyllum suaveolens
- Prasophyllum subbisectum
- Prasophyllum suttonii
- Prasophyllum sylvestre
- Prasophyllum taphanyx
- Prasophyllum transversum
- Prasophyllum triangulare
- Prasophyllum trifidum
- Prasophyllum truncatum
- Prasophyllum tunbridgense
- Prasophyllum unicum
- Prasophyllum uvidulum
- Prasophyllum validum
- Prasophyllum wallum
- Prasophyllum venustum
- Prasophyllum wilkinsoniorum
- Prasophyllum viriosum
- Prasophyllum vitreum